# Jüdischer Friedhof (Lübeck-Moisling)
Der Jüdische Friedhof in Lübeck-Moisling gilt als der größte jüdische Friedhof in Schleswig-Holstein.

## Geschichte
1656 ließen sich im Gutsdorf Moisling die ersten Juden nieder, die in Lübeck kein Aufenthaltsrecht bekommen hatten. 1667 stellte der Besitzer von Moisling, Gotthard von Höveln, es unter dänische Oberhoheit. Hier befand sich seit 1727 die erste Synagoge auf dem heutigen Gebiet der Stadt Lübeck.
Der Jüdische Friedhof an der Niendorfer Straße wurde im 17. Jahrhundert angelegt und 1861 erweitert. Er hat eine Fläche von fast einem Hektar und ist mit einer hohen Backsteinmauer umfriedet. Die ältesten erhaltenen Grabsteine (Mazewot) stammen aus der ersten Hälfte des 18. Jahrhunderts. Die 1910 von den Architekten Carl Hahn und Alfred Runge errichtete Trauerhalle ist bis heute erhalten.
Nachdem die jüdische Gemeinde in Lübeck durch den Holocaust vernichtet worden war, wurde der Friedhof am 29. Februar 1960 von der Jewish Trust Corporation, die 1953 nach längeren Auseinandersetzungen als Eigentümerin eingetragen war, an die Jüdische Gemeinde in Hamburg überschrieben. Der Friedhof wurde lange nicht benutzt, bis die Lübecker Jüdische Gemeinde seit den 1990er Jahren durch Zuwanderung wuchs und am Rande der alten Grabflächen neue Gräber angelegt wurden.
Die Polizei ermittelte wegen Sachbeschädigung und Störung der Totenruhe, weil am 19. April 2016 mehrere Grabsteine umgekippt worden waren. Einige waren dadurch teilweise zerbrochen.

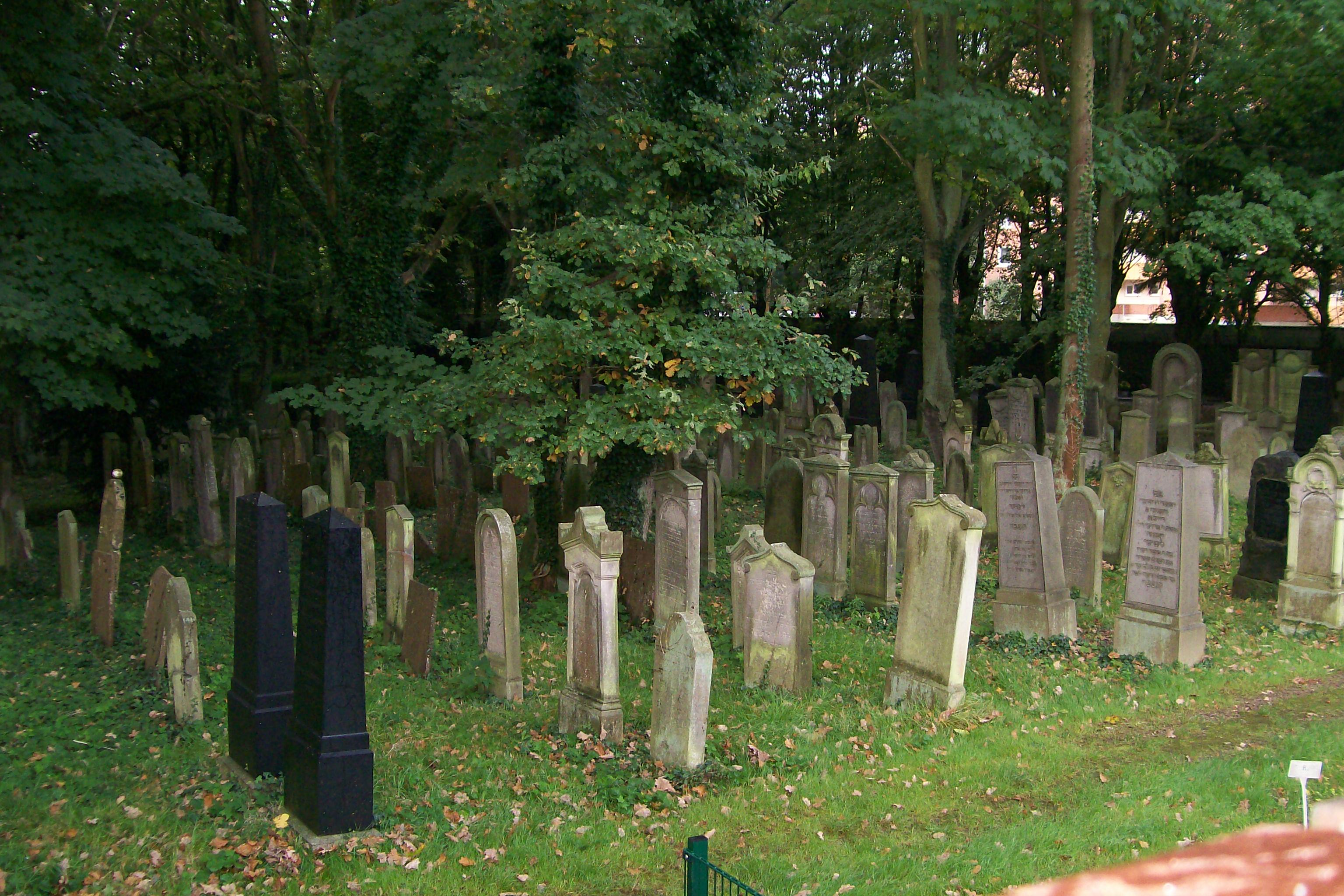
Alte Gräber des Jüdischen Friedhofs
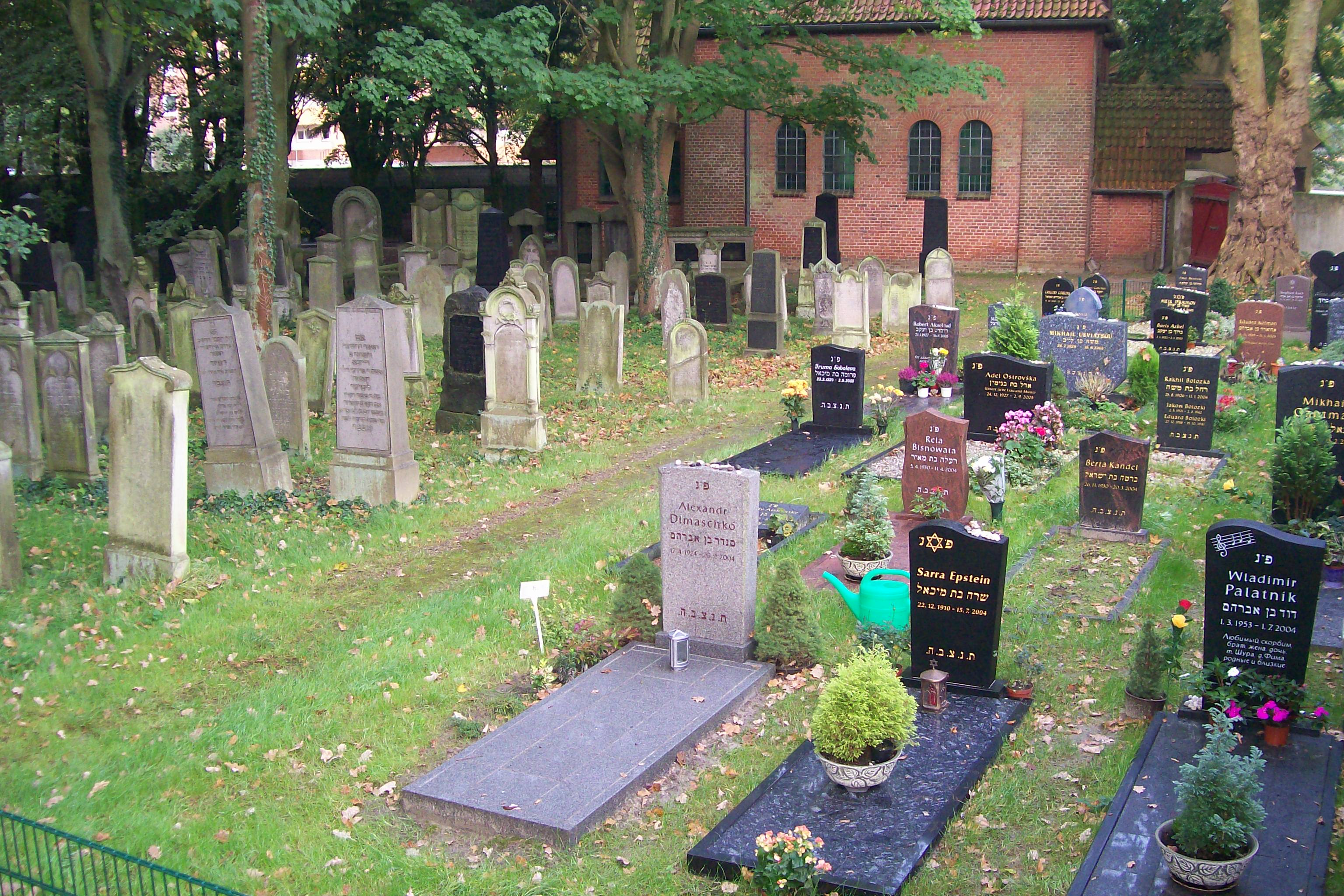
Neue Grabflächen auf dem Jüdischen Friedhof

## Bestattete

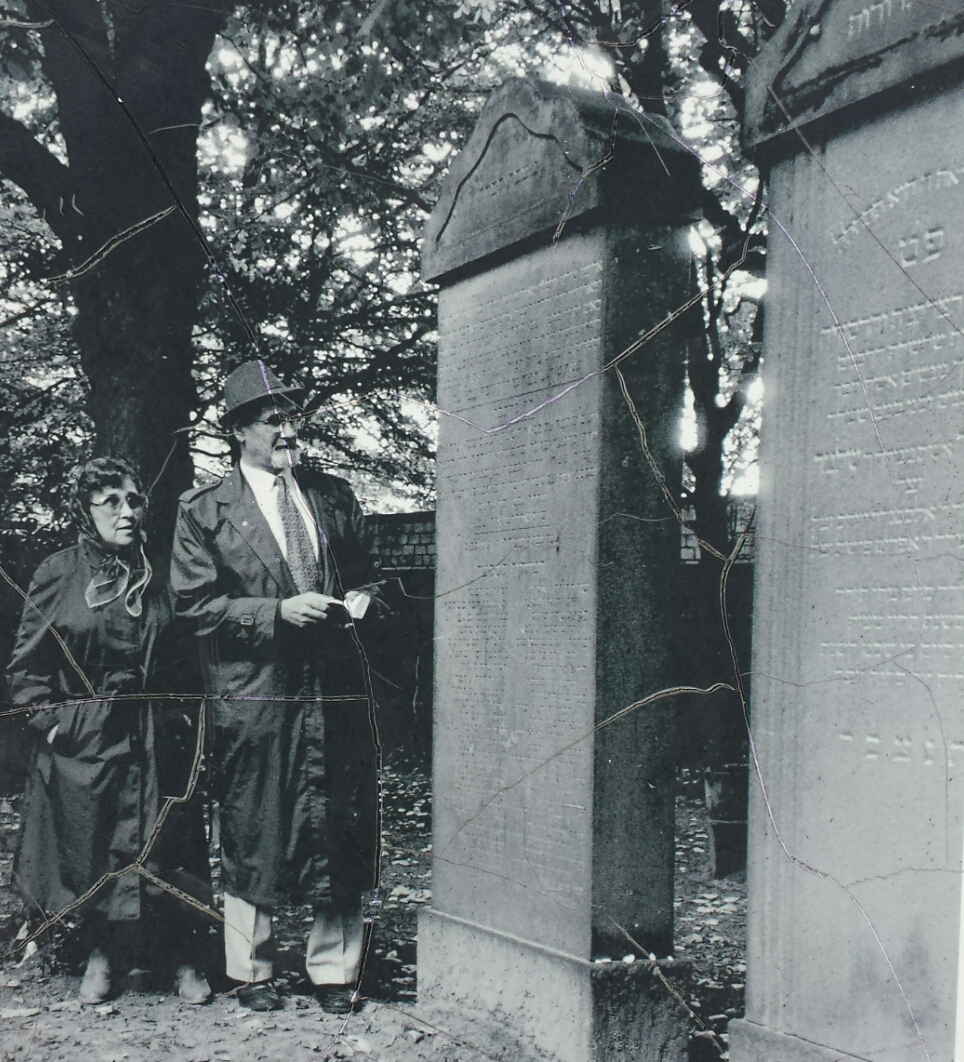
Miriam Gillis-Carlebach mit ihrem Ehemann Mosche Gillis am Grab ihrer Großeltern Esther und Salomon Carlebach

- Angehörige der Lübecker Rabbinerfamilie Carlebach:

- Rabbiner Dr. Salomon Carlebach
- Esther Carlebach
- Rabbiner Alexander Carlebach
- Rabbiner Dr. David Carlebach

- Alexander Sussmann Adler, Rabbiner
- Siegfried und Rosalie Mühsam, Eltern von Erich Mühsam

1945 wurden hier etwa 80 Überlebende des Konzentrationslagers Bergen-Belsen bestattet, die auf dem Weg nach Schweden in Lübeck verstarben (Rettungsaktion der Weißen Busse). Drei Grabstellen sind als Exodus-Kind ohne Namen gekennzeichnet. In ihnen wurden bei oder kurz nach der Geburt verstorbene Kinder aus der Gruppe der Passagiere der Exodus bestattet, als diese im Zuge der Operation Oasis vom 7. September bis 29. Oktober 1947 in den Lübeckern Lagern Pöppendorf und Am Stau untergebracht waren.